# Dissostichus eleginoides
Cá răng Patagonia (Danh pháp khoa học: Dissostichus eleginoides) cũng được quốc tế biết đến như là cá mú ở Nhật Bản hoặc cá mú Chile ở Mỹ là một loài cá nước lạnh biển sâu trong họ Nototheniidae thuộc bộ cá vược Perciformes phân bố ở phía Nam của Đại Tây Dương, Thái Bình Dương và Ấn Độ Dương với độ sâu từ 45 m (148 ft) đến 3.850 m (12,631 ft). Đây là loài cá ăn được, có giá trị thực phẩm cũng như là đối tượng đánh bắt cá.

## Nhân giống
Ở Chile đã thành công trong giai đoạn sinh sản đầu tiên của cá răng Patagonia từ cá hoang dã được nuôi nhốt trong ao ở Puerto Montt, vùng Los Lagos. Việc đạt được giai đoạn đẻ trứng đầu tiên của loài cá này là một mốc hết sức quan trọng để thúc đẩy đa dạng hóa ngành nuôi trồng thủy sản của Chi-lê để thành công trong sản xuất cá con trong điều kiện nuôi nhốt. Những con cá này sống ở độ sâu lớn, thậm chí vượt quá 2.500 mét, việc đưa chúng lên bề mặt còn sống và giữ chúng trong các ao nuôi liên quan đến rất nhiều công việc.
Giai đoạn sinh sản đầu tiên đã được ghi chép vào ngày 19 tháng 11 và một vài ngày sau đó, bắt đầu ấp những quả trứng đầu tiên của cá răng Patagonia. Giai đoạn đầu tiên của dự án liên quan đến việc tạo ra một bộ mẫu từ cá con sau khi trứng nở và một bộ mẫu từ cá trước khi sinh sản đánh bắt trong tự nhiên. Những con cá này đã được thích nghi với điều kiện nuôi nhốt và vỗ béo trong ao cho đến khi chúng đạt đến kích thước sinh sản. Ở giai đoạn hai sẽ cố gắng để thành công trong sản xuất cá con ở điều kiện nuôi nhốt, với trọng lượng 5g mỗi con.